# Ugonna Okegwo
Ugonna Okegwo (Londen, 15 maart 1962) is een Duits/Nigeriaans jazzcontrabassist.

## Biografie
Okegwo, die een Duitse moeder en een Nigeriaanse vader heeft, groeide op in Havixbeck in het Münsterland, Duitsland en hield zich in zijn jeugd bezig met Afro-Amerikaanse muziek van onder andere Charles Mingus en ten slotte het basspel. In 1986 verhuisde hij naar Berlijn en studeerde hij bij Jay Oliver en Walter Norris. Zijn eerste ervaringen verzamelde hij bij Lou Blackburn, met wie hij op een Europese tournee ging met diens Afro-jazzband Mombasa. Tijdens deze periode werkte hij bovendien met Charles Tolliver (met wie hij in 1988 optrad in de Berlijnse club 'Quasimodo'), Joe Newman, Oliver Jackson en Major Holley, die hem aanraadde om naar New York te gaan. Daar werkte hij vanaf 1989 met Big Nick Nicholas, Junior Cook en James Spaulding.
Tijdens de jaren 1990 was hij vooral werkzaam als sessie- en studiomuzikant en behoorde hij tot het trio van Jacky Terrasson en Leon Parker. Verder werkte hij mee aan opnamen van Jon Hendricks, John Stetch, Bob Belden, Steve Davis, Sam Newsome, Donny McCaslin en David Berkman. Tijdens de jaren 2000 werkte hij bovendien met Bruce Barth, Tom Harrell, D.D. Jackson, Luis Perdomo, in 2013 met Mile DiRubbo, in 2002 kwam zijn debuutalbum Uoniverse uit met Sam Newsome, Xavier Davis en Donald Edwards. Op het gebied van jazz was hij tussen 1988 en 2013 betrokken bij 93 opnamesessies. Tegenwoordig behoort hij tot het trio van Joel Frahm.

## Weblink
- Interview (2014) met Ugonna Okegwo[3]

- Bibliothèque nationale de France: cb13935790p (data)
- Gemeinsame Normdatei: 134698037
- International Standard Name Identifier: 0000 0000 5513 4293
- Library of Congress Control Number: no97054028
- MusicBrainz: bf783b8c-0817-402e-b9a9-6677c374fa01
- Nationale Bibliotheek van Israël: 987007342390505171
- Virtual International Authority File: 14962012
- WorldCat: E39PBJjXgByCYK9j9t8mDJpMfq